# Smyszlonyj (1955)
Smyszlonyj (ros. Смышлёный) – radziecki niszczyciel projektu 56, zmodyfikowany według projektu 56PŁO. W służbie od 28 czerwca 1956 do 22 lipca 1986 roku, od 29 października 1958 roku pod nazwą „Moskowskij Komsomolec” (ros. Московский комсомолец), aktywny na Oceanie Atlantyckim i Morzu Śródziemnym.

## Budowa i opis techniczny

### Budowa i stan pierwotny
„Smyszlonyj” został zbudowany (pod numerem 706) w Stoczni SSZ Nr 190 im. A.A. Żdanowa w Leningradzie, stępkę położono 23 lutego 1954 roku. Okręt został zwodowany 24 maja 1955 roku, zaś do służby wszedł 28 czerwca 1956 roku. 
Niszczyciel charakteryzował się całkowitą długością 126 metrów (117,9 m na linii wodnej), szerokość wynosiła 12,76 metra, zaś zanurzenie maksymalnie 4,2 metra. Wyporność jednostki to: 2667 ton (standardowa), 2949 ton (normalna) i 3249 ton (pełna).
Napęd stanowiły 2 turbiny parowe TW-8 o mocy 72 000 KM oraz 4 kotły parowe wodnorurkowe KW-76. Jednostka rozwijała prędkość maksymalną 38 węzłów. Przy 14 węzłach mogła ona pokonać 3850 mil morskich.
Uzbrojenie artyleryjskie okrętu składało się z 2 podwójnych dział SM-2-1 kalibru 130 mm L/58 i 4 czterolufowych działek przeciwlotniczych SM-20 ZIF kalibru 45 mm L/76. Niszczyciel dysponował 6 miotaczami bomb głębinowych BURUN. Uzbrojenie torpedowe stanowiły 2 pięciorurowe wyrzutnie kalibru 533 mm. Okręt mógł zabierać na pokład również miny morskie.
Załogę okrętu stanowiło 284 ludzi, w tym 19 oficerów.

### Modyfikacje
Okręt zmodernizowano zgodnie z projektem 56PŁO – prace prowadzano od 12 listopada 1958 do 1 grudnia 1961 roku w stoczni SSZ Nr 190 im. A.A. Żdanowa w Leningradzie.
Zmiany wprowadzono głównie w uzbrojeniu okrętu. Dziobową wyrzutnię torpedową przystosowano do walki z okrętami podwodnymi, rufową wyrzutnię zdemontowano. 
Zamiast miotaczy bomb głębinowych BURUN zamontowano 2 rakietowe miotacze typu RBU-6000 i 2 typu RBU-2500. 
W trakcie remontu, już po głównej modernizacji, jako broń przeciwko rakietom lecącym na niskim pułapie, na okręcie zamontowano 2 lub 4 podwójne automatyczne działka 2M-3M kalibru 25 mm. 
Opisane zmiany zwiększyły wyporność okrętu o ok. 450 ton oraz obniżyły maksymalną prędkość jednostki do około 34 węzłów. Zmniejszyła się również liczba załogantów.
Planowano również modyfikację okrętu do projektu 56PM, nie doszło to jednak do skutku.

## Służba
„Smyszlonyj” rozpoczął służbę we Flocie Północnej, 29 października 1958 roku zmienił nazwą nazwę „Moskowskij Komsomolec” ros. Московский комсомолец. Działał w różnych rejonach Atlantyku oraz na Morzu Śródziemnym. Uczestniczył w manewrach Okiean oraz w ćwiczeniach Razbieg-79. Testował system wykrywania okrętów podwodnych Kolos. Niszczyciel odbył wizyty zagraniczne do Islandii, Algierii, Kuby, Norwegii i Francji. 
Skreślony z listy okrętów marynarki wojennej 22 lipca 1986 roku, częściowo rozebrany i osadzony na dnie w Zatoce Kolskiej. 
Okręt nosił kolejno numery burtowe: 46, 43, 833, 600, 011, 384, 663 i 454.